# Copa México 1964-65
La Copa México 1964-65 fue la XLIX edición del certamen copero del fútbol mexicano. Inicio el 7 de enero de 1965 y concluyó el 7 de marzo del mismo año; el formato consistió en cuatro grupos de cuatro equipo cada uno, jugándose a visita recíproca y calificando los líderes a las semifinales. América obtuvo el bicampeonato y su quinto título de este tipo al golear 4-0 a Morelia en la final celebrada en la cancha del Olímpico Universitario. Un par de dobletes del mexicano Javier Fragoso y el bicampeón mundial Vavá, sellaron la victoria americanista.

## Primera fase

### Grupo 1
| Equipo    | Pts | PJ | PG | PE | PP | GF | GC | DG |
| --------- | --- | -- | -- | -- | -- | -- | -- | -- |
| América   | 7   | 6  | 2  | 3  | 1  | 9  | 7  | +2 |
| UNAM      | 7   | 6  | 3  | 1  | 2  | 10 | 10 | 0  |
| Toluca    | 6   | 6  | 2  | 2  | 2  | 4  | 5  | -1 |
| Zacatepec | 4   | 6  | 0  | 2  | 4  | 7  | 11 | -4 |

### Grupo 2
| Equipo   | Pts | PJ | PG | PE | PP | GF | GC | DG |
| -------- | --- | -- | -- | -- | -- | -- | -- | -- |
| Morelia  | 9   | 6  | 4  | 1  | 1  | 13 | 8  | +5 |
| Irapuato | 7   | 6  | 3  | 1  | 2  | 12 | 12 | 0  |
| Nacional | 4   | 6  | 2  | 0  | 4  | 10 | 11 | -1 |
| Oro      | 4   | 6  | 1  | 2  | 3  | 9  | 13 | -4 |

### Grupo 3
| Equipo      | Pts | PJ | PG | PE | PP | GF | GC | DG |
| ----------- | --- | -- | -- | -- | -- | -- | -- | -- |
| Guadalajara | 7   | 6  | 4  | 1  | 1  | 11 | 12 | -1 |
| Atlas       | 6   | 6  | 2  | 2  | 2  | 8  | 5  | +3 |
| Monterrey   | 6   | 6  | 2  | 2  | 2  | 7  | 6  | +1 |
| León        | 5   | 6  | 1  | 3  | 2  | 7  | 10 | -3 |

### Grupo 4
| Equipo    | Pts | PJ | PG | PE | PP | GF | GC | DG |
| --------- | --- | -- | -- | -- | -- | -- | -- | -- |
| Cruz Azul | 8   | 6  | 3  | 2  | 1  | 8  | 6  | +2 |
| Necaxa    | 6   | 6  | 2  | 2  | 2  | 6  | 7  | -1 |
| Veracruz  | 5   | 6  | 1  | 3  | 2  | 7  | 6  | +1 |
| Atlante   | 5   | 6  | 2  | 1  | 3  | 6  | 8  | -2 |

## Segunda ronda
|  | Semifinales    | Semifinales | Semifinales |   |         | Final | Final |  |
|  |                |             |             |   |         |       |       |  |
|  |                |             |             |   |         |       |       |  |
|  | Cruz Azul      | 0           | 2           |   |         |       |       |  |
|  | Cruz Azul      | 0           | 2           |   |         |       |       |  |
|  | América (pró.) | 1           | 2           |   |         |       |       |  |
|  | América (pró.) | 1           | 2           |   | América | 4     |       |  |
|  |                |             |             |   | América | 4     |       |  |
|  |                |             | Morelia     | 0 |         |       |       |  |
|  | Guadalajara    | 0           | Morelia     | 0 | 1       |       |       |  |
|  | Guadalajara    | 0           |             |   | 1       |       |       |  |
|  | Morelia        | 0           | 2           |   |         |       |       |  |
|  | Morelia        | 0           | 2           |   |         |       |       |  |
|  |                |             |             |   |         |       |       |  |

### Semifinales
| 21 de febrero de 1965 | Cruz Azul | 0:1 (0:1) | América  | Estadio de la Ciudad Universitaria, Ciudad de México |                          |
|                       |           |           | Zague 4' | Árbitro(s): Diego Di Leo                             | Árbitro(s): Diego Di Leo |

| 28 de febrero de 1965 | América                  | 2:2 (1:0; 1:2) | Cruz Azul                   | Estadio de la Ciudad Universitaria, Ciudad de México |                                   |
|                       | Arlindo 9' · Mendoza 91' |                | Arellano 53' · Guerrero 78' | Árbitro(s): Abel Aguilar Elizalde                    | Árbitro(s): Abel Aguilar Elizalde |

| 24 de febrero de 1965 | Guadalajara | 0:0 | Morelia | Estadio Jalisco, Guadalajara |  |
|                       |             |     |         | Árbitro(s): Ramiro García    |  |

| 28 de febrero de 1965 | Morelia                 | 2:1 (2:1) | Guadalajara | Estadio Venustiano Carranza, Morelia |                            |
|                       | Adhemar 20' · Miloc 28' |           | Moreno 19'  | Árbitro(s): Vicente Medina           | Árbitro(s): Vicente Medina |

### Final
| 7 de marzo de 1965 | América                          | 4:0 (1:0) | Morelia | Estadio de la Ciudad Universitaria, Ciudad de México        |                                                             |
|                    | Fragoso 21', 50' · Vavá 55', 63' | Reporte   |         | Asistencia: 60 000 espectadores Árbitro(s): Fernando Buergo | Asistencia: 60 000 espectadores Árbitro(s): Fernando Buergo |

|       | POR   | Ataúlfo Sánchez     |  |
|       | DEF   | Severo de Sales     |  |
|       | DEF   | Juan Martínez Bosco |  |
|       | DEF   | Alfonso Portugal    |  |
|       | DEF   | Fernando Cuenca     |  |
|       | MED   | Víctor Mendoza      |  |
|       | MED   | Antonio Jasso       |  |
|       | DEL   | Vavá                |  |
|       | DEL   | Federico Ortiz      |  |
|       | DEL   | Javier Fragoso      |  |
|       | DEL   | Arlindo             |  |
| D. T. | D. T. | Alejandro Scopelli  |  |

|       | POR   | Leonel Conde         |  |
|       | DEF   | Crescencio Gutiérrez |  |
|       | DEF   | Manuel González      |  |
|       | DEF   | Adhemar Barcelló     |  |
|       | DEF   | José Luis Sánchez T. |  |
|       | MED   | Luis de la Torre     |  |
|       | MED   | Alfredo Martínez     |  |
|       | DEL   | Antonio Villalón     |  |
|       | DEL   | Carlos Miloc         |  |
|       | DEL   | Mauro Franco         |  |
|       | DEL   | Pablo López          |  |
| D. T. | D. T. | Carlos Miloc         |  |

| 21' · 50' · 55' · 63' | Javier Fragoso Vavá | 1:0 2:0 3:0 4:0 |

| Principal | Fernando Buergo |

|       | POR   | Ataúlfo Sánchez     |  |
|       | DEF   | Severo de Sales     |  |
|       | DEF   | Juan Martínez Bosco |  |
|       | DEF   | Alfonso Portugal    |  |
|       | DEF   | Fernando Cuenca     |  |
|       | MED   | Víctor Mendoza      |  |
|       | MED   | Antonio Jasso       |  |
|       | DEL   | Vavá                |  |
|       | DEL   | Federico Ortiz      |  |
|       | DEL   | Javier Fragoso      |  |
|       | DEL   | Arlindo             |  |
| D. T. | D. T. | Alejandro Scopelli  |  |

|       | POR   | Leonel Conde         |  |
|       | DEF   | Crescencio Gutiérrez |  |
|       | DEF   | Manuel González      |  |
|       | DEF   | Adhemar Barcelló     |  |
|       | DEF   | José Luis Sánchez T. |  |
|       | MED   | Luis de la Torre     |  |
|       | MED   | Alfredo Martínez     |  |
|       | DEL   | Antonio Villalón     |  |
|       | DEL   | Carlos Miloc         |  |
|       | DEL   | Mauro Franco         |  |
|       | DEL   | Pablo López          |  |
| D. T. | D. T. | Carlos Miloc         |  |

| 21' · 50' · 55' · 63' | Javier Fragoso Vavá | 1:0 2:0 3:0 4:0 |

| Principal | Fernando Buergo |

|       | POR   | Ataúlfo Sánchez     |  |
|       | DEF   | Severo de Sales     |  |
|       | DEF   | Juan Martínez Bosco |  |
|       | DEF   | Alfonso Portugal    |  |
|       | DEF   | Fernando Cuenca     |  |
|       | MED   | Víctor Mendoza      |  |
|       | MED   | Antonio Jasso       |  |
|       | DEL   | Vavá                |  |
|       | DEL   | Federico Ortiz      |  |
|       | DEL   | Javier Fragoso      |  |
|       | DEL   | Arlindo             |  |
| D. T. | D. T. | Alejandro Scopelli  |  |

|       | POR   | Leonel Conde         |  |
|       | DEF   | Crescencio Gutiérrez |  |
|       | DEF   | Manuel González      |  |
|       | DEF   | Adhemar Barcelló     |  |
|       | DEF   | José Luis Sánchez T. |  |
|       | MED   | Luis de la Torre     |  |
|       | MED   | Alfredo Martínez     |  |
|       | DEL   | Antonio Villalón     |  |
|       | DEL   | Carlos Miloc         |  |
|       | DEL   | Mauro Franco         |  |
|       | DEL   | Pablo López          |  |
| D. T. | D. T. | Carlos Miloc         |  |

| 21' · 50' · 55' · 63' | Javier Fragoso Vavá | 1:0 2:0 3:0 4:0 |

| Principal | Fernando Buergo |

|       | POR   | Ataúlfo Sánchez     |  |
|       | DEF   | Severo de Sales     |  |
|       | DEF   | Juan Martínez Bosco |  |
|       | DEF   | Alfonso Portugal    |  |
|       | DEF   | Fernando Cuenca     |  |
|       | MED   | Víctor Mendoza      |  |
|       | MED   | Antonio Jasso       |  |
|       | DEL   | Vavá                |  |
|       | DEL   | Federico Ortiz      |  |
|       | DEL   | Javier Fragoso      |  |
|       | DEL   | Arlindo             |  |
| D. T. | D. T. | Alejandro Scopelli  |  |

|       | POR   | Leonel Conde         |  |
|       | DEF   | Crescencio Gutiérrez |  |
|       | DEF   | Manuel González      |  |
|       | DEF   | Adhemar Barcelló     |  |
|       | DEF   | José Luis Sánchez T. |  |
|       | MED   | Luis de la Torre     |  |
|       | MED   | Alfredo Martínez     |  |
|       | DEL   | Antonio Villalón     |  |
|       | DEL   | Carlos Miloc         |  |
|       | DEL   | Mauro Franco         |  |
|       | DEL   | Pablo López          |  |
| D. T. | D. T. | Carlos Miloc         |  |

| 21' · 50' · 55' · 63' | Javier Fragoso Vavá | 1:0 2:0 3:0 4:0 |

| Principal | Fernando Buergo |

|                    |
| América 4to título |

## Goleadores
| Jugador            | Club        | Goles |
| ------------------ | ----------- | ----- |
| Carlos Miloc       | Morelia     | 6     |
| Rubini             | Monterrey   | 3     |
| Zague              | América     | 3     |
| Enrique Borja      | UNAM        | 3     |
| Arlindo            | América     | 3     |
| Fernando Vera      | Guadalajara | 3     |
| Jaime Belmonte     | Irapuato    | 3     |
| Francisco Moacyr   | América     | 3     |
| Eduardo Reyes      | Oro         | 3     |
| Ademar Saccone     | Irapuato    | 3     |
| José Antonio Pérez | Nacional    | 3     |